# 5245 Maslyakov
5245 Maslyakov (1976 GR2) là một tiểu hành tinh vành đai chính được phát hiện ngày 1 tháng 4 năm 1976 bởi N. S. Chernykh ở Nauchnyj.